# Nazareth-De Pinte
Nazareth-De Pinte is een Belgische gemeente die op 1 januari 2025 ontstaan is uit een fusie van de gemeenten Nazareth en De Pinte in de provincie Oost-Vlaanderen. De fusiegemeente heeft een oppervlakte van 52 km² en telt zo'n 23.000 inwoners. Het is een van 14 gemeenten die tot stand komen in de fusiegolf van 2025. De fusie vond plaats na de gemeenteraadsverkiezingen van 13 oktober 2024.

## Gegevens bij fusie
|                              | Nazareth              | De Pinte              | Nazareth-De Pinte     |
| ---------------------------- | --------------------- | --------------------- | --------------------- |
| Deelgemeenten                | Nazareth Eke          | De Pinte Zevergem     | Gefuseerd             |
| Aantal inwoners (01/01/2024) | 12.305                | 11.091                | 23.396                |
| Oppervlakte                  | 35,43 km²             | 17,78 km²             | 53,21 km²             |
| Arrondissement               | Gent                  | Gent                  | Gent                  |
| Politiezone                  | 5419 Schelde-Leie     | 5419 Schelde-Leie     | 5419 Schelde-Leie     |
| Hulpverleningszone           | Brandweerzone Centrum | Brandweerzone Centrum | Brandweerzone Centrum |
| Gemeenteraad                 | 21 leden              | 21 leden              | 27 leden              |
| Coalitie (uittredend 2024)   | CD&V, Vooruit-Groen   | CD&V, N-VA            | -                     |

Na de fusie moesten alle identieke of gelijkklinkende straatnamen weggewerkt zijn. Zo kregen 14 straten een nieuwe naam vanaf 1 januari 2025: 10 straten in Nazareth en 4 straten in De Pinte.

## Kernen

### Deelgemeenten
|   | Naam     | Opp. (km²) | Inwoners (2020) | Inwoners per km² | NIS-code |
| - | -------- | ---------- | --------------- | ---------------- | -------- |
| 1 | Nazareth | 25,90      | 6.463           | 250              | 44048A   |
| 2 | Eke      | 9,54       | 5.238           | 549              | 44048B   |
| 3 | De Pinte | 8,85       | 9.273           | 1.048            | 44012A   |
| 4 | Zevergem | 9,13       | 1.769           | 194              | 44012B   |

## Demografische ontwikkeling van de fusiegemeente ontstaan op 1 januari 2025
Deze evolutie is gemaakt op basis van de historische gegevens die betrekking hebben op de twee gemeenten, inclusief hun deelgemeenten, die samen de nieuwe fusiegemeente vormen vanaf 1 januari 2025.
- Bronnen:NIS, Opm:1831 tot en met 1981=volkstellingen; 1990 en later= inwonertal op 1 januari

| Inwoners van jaar tot jaar op 1 januari 1992 tot heden | Inwoners van jaar tot jaar op 1 januari 1992 tot heden | Inwoners van jaar tot jaar op 1 januari 1992 tot heden |
| jaar                                                   | Aantal                                                 | Evolutie: 1992=index 100                               |
| ------------------------------------------------------ | ------------------------------------------------------ | ------------------------------------------------------ |
| 1992                                                   | 19.580                                                 | 100,0                                                  |
| 1993                                                   | 19.900                                                 | 101,6                                                  |
| 1994                                                   | 20.268                                                 | 103,5                                                  |
| 1995                                                   | 20.512                                                 | 104,8                                                  |
| 1996                                                   | 20.698                                                 | 105,7                                                  |
| 1997                                                   | 20.873                                                 | 106,6                                                  |
| 1998                                                   | 20.865                                                 | 106,6                                                  |
| 1999                                                   | 21.004                                                 | 107,3                                                  |
| 2000                                                   | 21.000                                                 | 107,3                                                  |
| 2001                                                   | 21.074                                                 | 107,6                                                  |
| 2002                                                   | 21.019                                                 | 107,3                                                  |
| 2003                                                   | 20.985                                                 | 107,2                                                  |
| 2004                                                   | 21.040                                                 | 107,5                                                  |
| 2005                                                   | 21.059                                                 | 107,6                                                  |
| 2006                                                   | 21.182                                                 | 108,2                                                  |
| 2007                                                   | 21.235                                                 | 108,5                                                  |
| 2008                                                   | 21.327                                                 | 108,9                                                  |
| 2009                                                   | 21.346                                                 | 109,0                                                  |
| 2010                                                   | 21.431                                                 | 109,5                                                  |
| 2011                                                   | 21.533                                                 | 110,0                                                  |
| 2012                                                   | 21.555                                                 | 110,1                                                  |
| 2013                                                   | 21.599                                                 | 110,3                                                  |
| 2014                                                   | 21.753                                                 | 111,1                                                  |
| 2015                                                   | 21.848                                                 | 111,6                                                  |
| 2016                                                   | 21.937                                                 | 112,0                                                  |
| 2017                                                   | 21.986                                                 | 112,3                                                  |
| 2018                                                   | 22.106                                                 | 112,9                                                  |
| 2019                                                   | 22.302                                                 | 113,9                                                  |
| 2020                                                   | 22.583                                                 | 115,3                                                  |
| 2021                                                   | 22.834                                                 | 116,6                                                  |
| 2022                                                   | 23.086                                                 | 117,9                                                  |
| 2023                                                   | 23.330                                                 | 119,2                                                  |
| 2024                                                   | 23.396                                                 | 119,5                                                  |
| 2025                                                   | 23.574                                                 | 120,4                                                  |

## Politiek

### Resultaten gemeenteraadsverkiezingen sinds 2024
| Partij of kartel     | Partij of kartel     | 13-10-2024 | 13-10-2024 |
| Stemmen / Zetels     | Stemmen / Zetels     | %          | 27         |
| -------------------- | -------------------- | ---------- | ---------- |
|                      | Vooruit              | 7,8        | 1          |
|                      | Groen                | 4,3        | 0          |
|                      | Ruimte               | 16,6       | 4          |
|                      | CD&V                 | 45,0       | 15         |
|                      | Blauw                | 6,8        | 1          |
|                      | N-VA                 | 19,5       | 6          |
| Totaal stemmen       | Totaal stemmen       | 12.207     | 12.207     |
| Opkomst %            | Opkomst %            | 66,9       | 66,9       |
| Blanco en ongeldig % | Blanco en ongeldig % | 1,0        | 1,0        |

De zetels van de gevormde meerderheid staan vetjes afgedrukt. De grootste partij is in kleur.
Voor oudere verkiezingsresultaten zie de gemeenten Nazareth en De Pinte.

### Burgemeesters
- 2025-heden: Vincent Van Peteghem (CD&V) (titelvoerend)
  - 2025-heden: Thomas Van Ongeval (CD&V) (waarnemend)

### Bestuur
Na de verkiezingen van oktober 2024 werd een coalitie gevormd tussen CD&V en N-VA. De twee partijen beschikken over een meerderheid van 21 op 27 zetels. Vincent Van Peteghem (CD&V) werd titelvoerend burgemeester. Vanwege zijn ministeriële functies werden zijn bevoegdheden waargenomen door eerste schepen en waarnemend burgemeester Thomas Van Ongeval.